# Ромашкан, Август

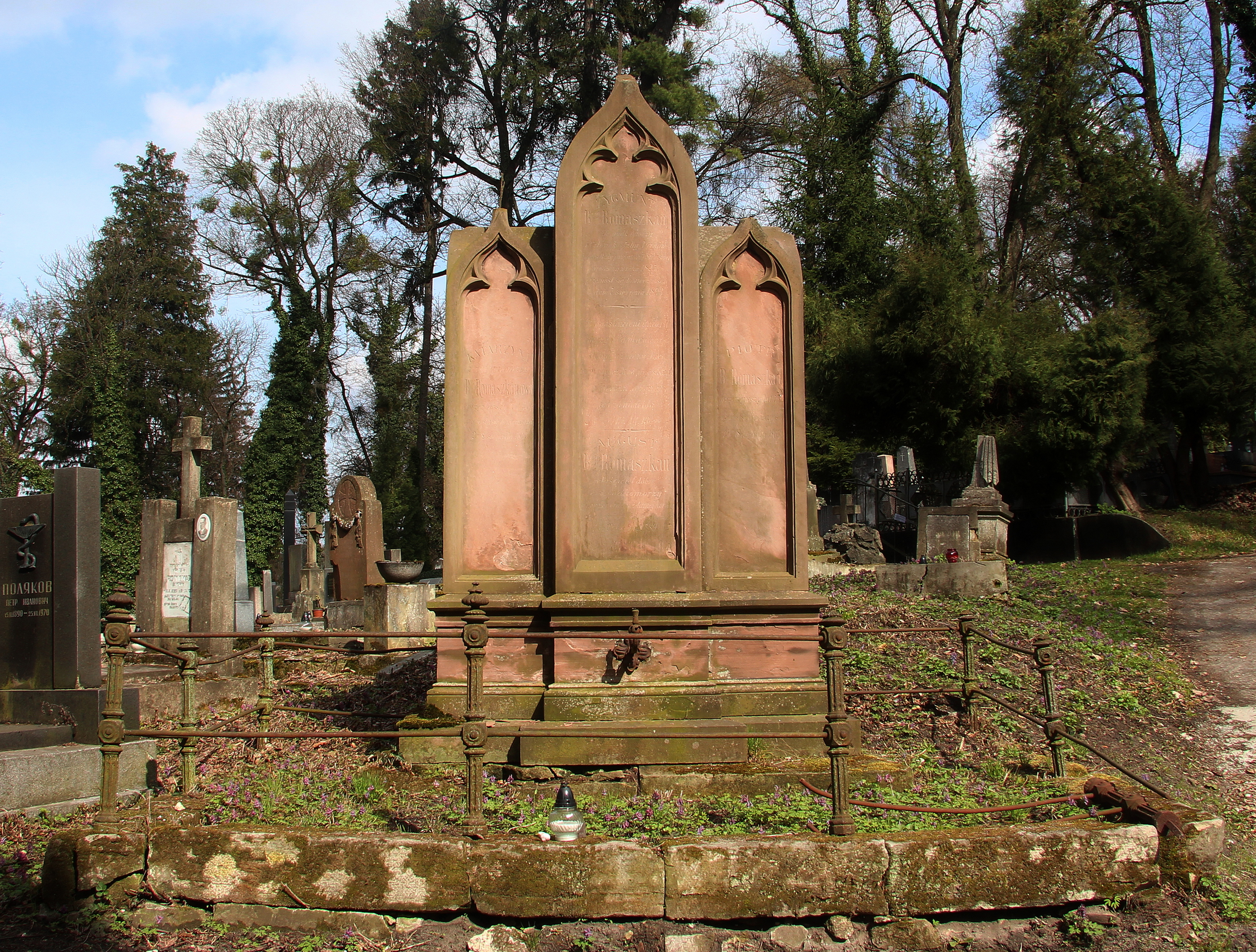
Захоронения семьи Ромашкан во Львове

Барон Август Юзеф Мария Ромашкан-Киркорович (пол. August Józef Maria Romaszkan-Kirkorowicz; 9 июня 1827, Львов — 24 июня 1889, Львов) — помещик, экономический и общественный деятель.

## Биография
Помещик, владелец подаренных ему отцом в 1860 году Остапье в Скалатском повете. Член поветового совета (1867—1870, 1873—1874, 1886—1889) в Скалате.
Экономический активист. С 1860 года член, в 1869—1883 годах член Тарнопольско-Збараско-Скалоцко-Тремблского отделения Галицкого фермерского общества. С 1870 года член Галицкого поземельного кредитного общества, делегат Скалатского отделения на общем собрании общества в 1871—1873 годах, член Областного отдела в Скалате (1887—1889). Член наблюдательного совета (1870—1884) и директор (1884) Галицкого крестьянского кредитного учреждения во Львове. Член отдела Общества Галицкой сберегательной кассы (1872—1889). Член с 1877 года, вице-президент контрольной комиссии Общего Галицкого страхового общества во Львове (1874—1877 гг.). Член наблюдательного совета ломбарда «Пий Монс» при Армянском соборе во Львове (1876—1889). Попечитель Садоводческого и огороднического общества во Львове (1882—1887).
Он также был социально активен. Президент Львовского отделения Галицкого общества защиты животных (1879—1884). Член отдела Национальной ассоциации патриотической помощи Красного Креста в Галиции (1881—1889). Член Галицкого музыкального общества во Львове, в 1870—1871 годах член его отдела (правления).
Описывая Августа и его брата Зигмунта, Казимеж Хлендовский, не любивший Ромашканов, записал в своем дневнике: двое, во-первых, Ромашканы были очень известные во Львове фигуры, двое черных, невысоких, толстяков, старых холостяков: один Зигмунт, по имени Зизио, финансист, президент Крестьянского банка, о котором говорили, что для эмблемы у него была стянута шкура бедняка, другого Августа, как утка с ноги на ногу, бездельника, сплетника, сибарита. Вечером Зизио сидел в дворянском казино и был источником всех новостей. Август, у которого были другие страсти, остался с госпожой С., женой служащего Крестьянского банка, очень красивой брюнеткой, где он завел домашнюю кукушку.
Похоронен на Лычаковском кладбище во Львове.

## Знаки отличия и награды
Вместе с отцом получил от императора наследственный титул барона 22 августа 1857 года (диплом датирован Веной 3 января 1858 года) Od 1868 był austriackim szambelanem. С 1868 года был австрийским камергером. Рыцарь ордена Железной короны 3-й степени (1875 г.).

## Семья
Он родился в армянской помещичьей семье из Молдавии, чье дворянство было подтверждено 8 июля 1789 года. Он был сыном Петра Ромашкана (1790—1863) и Катажины, урожденной Болоз-Антоневич (1803—1847). У него были братья и сестры: сестра Каролина Сабина (род. 1822), жена Эдуарда Адама Коморовского (1810—1865) и брат: Зигмунт Ян Пий (1825—1893). Он не создал семью.